# Nederlandse kampioenschappen atletiek 2018
In 2018 werden de Nederlandse kampioenschappen atletiek, net als het jaar ervoor, in Utrecht gehouden op de atletiekbaan van Sportpark Maarschalkerweerd. De kampioenschappen, die van 21 tot en met 24 juni plaatsvonden, stonden ditmaal in het teken van de Europese kampioenschappen in augustus in Berlijn. 
Hoewel zich voorafgaand aan deze NK al een grote groep atleten had gekwalificeerd voor de EK, streden anderen nog voor hun kans op het halen van een EK-limiet.
De organisatie van het evenement lag in handen van de samenwerkende verenigingen Hellas Utrecht, U-Track en AV Phoenix, in samenwerking met de Atletiekunie.
Op 21 juni vond het polsstokhoogspringen, na de geslaagde première in 2017, opnieuw plaats op het tot polsstokarena omgetoverde Vredenburg in het centrum van Utrecht.
De 10.000 m vond plaats tijdens de wedstrijden om de Gouden Spike op 9 juni in Leiden.

## Uitslagen

### 100 m
| wind: -2,6 m/s | wind: -2,6 m/s   | wind: -2,6 m/s |
| rang           | atleet           | prestatie      |
| -------------- | ---------------- | -------------- |
| Goud           | Churandy Martina | 10,43 s        |
| Zilver         | Chris Garia      | 10,53 s        |
| Brons          | Joris van Gool   | 10,61 s        |

| wind: -0,3 m/s | wind: -0,3 m/s        | wind: -0,3 m/s |
| rang           | atlete                | prestatie      |
| -------------- | --------------------- | -------------- |
| Goud           | Jamile Samuel         | 11,49 s        |
| Zilver         | Naomi Sedney          | 11,57 s        |
| Brons          | Marije van Hunenstijn | 11,63 s        |

### 200 m
| wind: -3,2 m/s | wind: -3,2 m/s      | wind: -3,2 m/s |
| rang           | atleet              | prestatie      |
| -------------- | ------------------- | -------------- |
| Goud           | Churandy Martina    | 20,83 s        |
| Zilver         | Liemarvin Bonevacia | 20,88 s        |
| Brons          | Solomon Bockarie    | 21,01 s        |

| wind: -2,0 m/s | wind: -2,0 m/s    | wind: -2,0 m/s |
| rang           | atlete            | prestatie      |
| -------------- | ----------------- | -------------- |
| Goud           | Jamile Samuel     | 23,04 s        |
| Zilver         | Tasa Jiya         | 23,43 s        |
| Brons          | Tessa van Schagen | 23,48 s        |

### 400 m
| rang   | atleet          | prestatie |
| ------ | --------------- | --------- |
| Goud   | Tony van Diepen | 46,91 s   |
| Zilver | Jochem Dobber   | 47,23 s   |
| Brons  | Mathijs Dirks   | 47,81 s   |

| rang   | atlete           | prestatie |
| ------ | ---------------- | --------- |
| Goud   | Madiea Ghafoor   | 51,84 s   |
| Zilver | Lisanne de Witte | 52,22 s   |
| Brons  | Laura de Witte   | 52,90 s   |

### 800 m
| rang   | atleet         | prestatie |
| ------ | -------------- | --------- |
| Goud   | Jurgen Wielart | 1.51,26   |
| Zilver | Maarten Plaum  | 1.51,80   |
| Brons  | Kevin Viezee   | 1.51,92   |

| rang   | atlete           | prestatie |
| ------ | ---------------- | --------- |
| Goud   | Britt Ummels     | 2.10,75   |
| Zilver | Suzanne Voorrips | 2.11,00   |
| Brons  | Marissa Damink   | 2.11,24   |

### 1500 m
| rang   | atleet           | prestatie |
| ------ | ---------------- | --------- |
| Goud   | Richard Douma    | 3.58,34   |
| Zilver | Mike Foppen      | 3.58,60   |
| Brons  | Bram Anderiessen | 3.59,63   |

| rang   | atlete                  | prestatie |
| ------ | ----------------------- | --------- |
| Goud   | Sanne Wolters-Verstegen | 4.24,24   |
| Zilver | Britt Ummels            | 4.25,48   |
| Brons  | Lotte Krause            | 4.25,84   |

### 5000 m
| rang   | atleet           | prestatie |
| ------ | ---------------- | --------- |
| Goud   | Benjamin de Haan | 14.18,34  |
| Zilver | Frank Futselaar  | 14.18,75  |
| Brons  | Roy Hoornweg     | 14.18,77  |

| rang   | atlete              | prestatie |
| ------ | ------------------- | --------- |
| Goud   | Jip Vastenburg      | 15.51,55  |
| Zilver | Julia van Velthoven | 16.06,00  |
| Brons  | Jill Holterman      | 16.16,27  |

### 10.000 m[1]
| rang   | atleet           | prestatie |
| ------ | ---------------- | --------- |
| Goud   | Benjamin de Haan | 28.44,84  |
| Zilver | Bart van Nunen   | 28.49,35  |
| Brons  | Frank Futselaar  | 29.15,78  |

| rang   | atlete               | prestatie |
| ------ | -------------------- | --------- |
| Goud   | Jip Vastenburg       | 33.03,42  |
| Zilver | Jill Holterman       | 33.43,38  |
| Brons  | Ruth van der Meijden | 34.25,94  |

### 110 m horden/100 m horden
| wind: -1,6 m/s | wind: -1,6 m/s      | wind: -1,6 m/s |
| rang           | atleet              | prestatie      |
| -------------- | ------------------- | -------------- |
| Goud           | Koen Smet           | 13,91 s        |
| Zilver         | Liam van der Schaaf | 14,16 s        |
| Brons          | Job Beintema        | 14,18 s        |

| wind: -1,5 m/s | wind: -1,5 m/s | wind: -1,5 m/s |
| rang           | atlete         | prestatie      |
| -------------- | -------------- | -------------- |
| Goud           | Eefje Boons    | 13,27 s        |
| Zilver         | Anouk Vetter   | 13,80 s        |
| Brons          | Chanté Samuel  | 14,01 s        |

### 400 m horden
| rang   | atleet         | prestatie |
| ------ | -------------- | --------- |
| Goud   | Nick Smidt     | 51,10 s   |
| Zilver | Jesper Arts    | 51,57 s   |
| Brons  | Martijn Meijer | 52,91 s   |

| rang   | atlete             | prestatie |
| ------ | ------------------ | --------- |
| Goud   | Anna Sjoukje Runia | 58,35 s   |
| Zilver | Nora Ritzen        | 58,94 s   |
| Brons  | Maruska Eduarda    | 60,66 s   |

### 3000 m steeple
| rang   | atleet                   | prestatie |
| ------ | ------------------------ | --------- |
| Goud   | Noah Schutte             | 9.09,93   |
| Zilver | Barron de Groot Maizland | 9.16,53   |
| Brons  | Tim van den Broeke       | 9.22,97   |

| rang   | atlete                | prestatie |
| ------ | --------------------- | --------- |
| Goud   | Irene van der Reijken | 10.11,84  |
| Zilver | Veerle Bakker         | 10.24,94  |
| Brons  | Jasmijn Bakker        | 10.26,25  |

### Verspringen
| rang   | atleet           | prestatie         |
| ------ | ---------------- | ----------------- |
| Goud   | Ignisious Gaisah | 7,64 m (+1,6 m/s) |
| Zilver | Dudley Boeldak   | 7,60 m (+1,8 m/s) |
| Brons  | Pim Jehee        | 7,47 m (+2,0 m/s) |

| rang   | atlete                         | prestatie         |
| ------ | ------------------------------ | ----------------- |
| Goud   | Carlijn ter Laak               | 6,36 m (+1,8 m/s) |
| Zilver | Tara Yoro                      | 6,18 m (+2,4 m/s) |
| Brons  | Kika van Bergen van Henegouwen | 6,11 m (+2,1 m/s) |

### Hink-stap-springen
| rang   | atleet         | prestatie          |
| ------ | -------------- | ------------------ |
| Goud   | Fabian Florant | 15,24 m (+1,5 m/s) |
| Zilver | Joshua Record  | 15,10 m (+3,0 m/s) |
| Brons  | Tarik Tahiri   | 14,52 m (+2,0 m/s) |

| rang   | atlete            | prestatie          |
| ------ | ----------------- | ------------------ |
| Goud   | Patricia Krolis   | 12,37 m (+1,8 m/s) |
| Zilver | Louise Taatgen    | 12,29 m (+1,7 m/s) |
| Brons  | Maureen Herremans | 12,19 m (+2,8 m/s) |

### Hoogspringen
| rang   | atleet          | prestatie |
| ------ | --------------- | --------- |
| Goud   | Douwe Amels     | 2,20 m    |
| Zilver | Sven van Merode | 2,11 m    |
| Brons  | Marius Wouters  | 2,08 m    |

| rang   | atlete             | prestatie |
| ------ | ------------------ | --------- |
| Goud   | Manon Schoop       | 1,76 m    |
| Zilver | Nele van den Broek | 1,73 m    |
| Brons  | Chanté Samuel      | 1,73 m    |

### Polsstokhoogspringen
| rang   | atleet           | prestatie |
| ------ | ---------------- | --------- |
| Goud   | Rutger Koppelaar | 5,40 m    |
| Zilver | Sam Kranse       | 4,90 m    |
| Brons  | Timo de Water    | 4,80 m    |

| rang   | atlete             | prestatie |
| ------ | ------------------ | --------- |
| Goud   | Kiliana Heymans    | 4,10 m    |
| Zilver | Marijke Wijnmaalen | 4,00 m    |
| Brons  | Robin Wingbermühle | 3,90 m    |

### Kogelstoten
| rang   | atleet         | prestatie |
| ------ | -------------- | --------- |
| Goud   | Patrick Cronie | 19,01 m   |
| Zilver | Erik Cadée     | 18,32 m   |
| Brons  | Remco Goetheer | 18,18 m   |

| rang   | atlete              | prestatie |
| ------ | ------------------- | --------- |
| Goud   | Melissa Boekelman   | 18,36 m   |
| Zilver | Jessica Schilder    | 15,70 m   |
| Brons  | Jorinde van Klinken | 15,66 m   |

### Discuswerpen
| rang   | atleet         | prestatie |
| ------ | -------------- | --------- |
| Goud   | Erik Cadée     | 59,38 m   |
| Zilver | Caspar Hattink | 58,45 m   |
| Brons  | Stephan Dekker | 56,81 m   |

| rang   | atlete              | prestatie |
| ------ | ------------------- | --------- |
| Goud   | Corinne Nugter      | 59,10 m   |
| Zilver | Jorinde van Klinken | 57,10 m   |
| Brons  | Enid Duut           | 51,15 m   |

### Speerwerpen
| rang   | atleet           | prestatie |
| ------ | ---------------- | --------- |
| Goud   | Lars Timmerman   | 76,89 m   |
| Zilver | Daan Meyer       | 75,41 m   |
| Brons  | Jurriaan Wouters | 70,22 m   |

| rang   | atlete           | prestatie |
| ------ | ---------------- | --------- |
| Goud   | Nadine Broersen  | 54,34 m   |
| Zilver | Danien ten Berge | 53,21 m   |
| Brons  | Lisanne Schol    | 52,94 m   |

### Kogelslingeren
| rang   | atleet          | prestatie |
| ------ | --------------- | --------- |
| Goud   | Dennis Hemelaar | 60,05 m   |
| Zilver | Etiènne Orbons  | 59,32 m   |
| Brons  | Sander Stok     | 58,05 m   |

| rang   | atlete               | prestatie |
| ------ | -------------------- | --------- |
| Goud   | Sina Mai Holthuijsen | 62,14 m   |
| Zilver | Wendy Koolhaas       | 58,83 m   |
| Brons  | Jorinde van Klinken  | 56,98 m   |

### Tienkamp/Zevenkamp
| rang   | atleet          | prestatie |
| ------ | --------------- | --------- |
| Goud   | Rik Taam        | 7628 p    |
| Zilver | Nout Wardenburg | 7130 p    |
| Brons  | Paul Groen      | 7070 p    |

| rang   | atlete           | prestatie |
| ------ | ---------------- | --------- |
| Goud   | Myke van de Wiel | 5475 p    |
| Zilver | Anne van de Wiel | 5237 p    |
| Brons  | Melissa de Haan  | 5203 p    |

1904 · 
1908 · 
1909 · 
1910 · 
1911 · 
1912 · 
1913 · 
1914 · 
1915 · 
1917 · 
1918 · 
1919 · 
1920 · 
1921 · 
1922 · 
1923 · 
1924 · 
1925 · 
1926 · 
1927 · 
1928 · 
1929 · 
1930 · 
1931 · 
1932 · 
1933 · 
1934 · 
1935 · 
1936 · 
1937 · 
1938 · 
1939 · 
1940 · 
1941 · 
1942 · 
1943 · 
1944 · 
1946 · 
1947 · 
1948 · 
1949 · 
1950 · 
1951 · 
1952 · 
1953 · 
1954 · 
1955 · 
1956 · 
1957 · 
1958 · 
1959 · 
1960 · 
1961 · 
1962 · 
1963 · 
1964 · 
1965 · 
1966 · 
1967 · 
1968 · 
1969 · 
1970 · 
1971 · 
1972 · 
1973 · 
1974 · 
1975 · 
1976 · 
1977 · 
1978 · 
1979 · 
1980 · 
1981 · 
1982 · 
1983 · 
1984 · 
1985 · 
1986 · 
1987 · 
1988 · 
1989 · 
1990 · 
1991 · 
1992 · 
1993 · 
1994 · 
1995 · 
1996 · 
1997 · 
1998 · 
1999 · 
2000 · 
2001 · 
2002 · 
2003 · 
2004 · 
2005 · 
2006 · 
2007 · 
2008 · 
2009 · 
2010 · 
2011 · 
2012 · 
2013 · 
2014 · 
2015 · 
2016 ·
2017 ·
2018 ·
2019 ·
2020 ·
2021 ·
2022 ·
2023 ·
2024 ·
2025